# Église Saint-Laurent d'Anglars-Juillac
Pour les articles homonymes, voir église Saint-Laurent.
L'église Saint-Laurent d'Anglars-Juillac est une église catholique située à Anglars-Juillac, en France.

## Localisation
L'église Saint-Laurent est située dans le département français du Lot, à Anglars-Juillac.

## Historique
Le site d'Anglars est probablement l'un des domaines qui figurent sur le testament de saint Didier, évêque de Cahors, pour être donnés au monastère de Saint-Amans. 
Les fouilles archéologiques réalisées en 1986 ont montré que le site d'Anglars était occupé depuis l'Antiquité.
L'abside et la plus grande partie de la nef peuvent dater de la fin du XIIe siècle ou du début du XIIIe siècle. 
Les chapelles situées au nord et au sud de la nef sont plus tardives. La chapelle côté sud, dite « Chapelle des Seigneurs d’Anglars » date probablement de la fin du XVe siècle ou au début du XVIe siècle et a servi de sépulture à des seigneurs du lieu. La chapelle côté nord dédiée à saint Joseph est peut-être plus récente car elle porte la date de 1863.
Le clocher-mur peut également dater de la fin du Moyen Âge. Ses quatre ouvertures ogivales dans sa partie supérieure sont peut-être plus récentes.
Le portail latéral, côté nord, est une belle œuvre de la seconde moitié du XVIe siècle, malheureusement mutilée. 
L'édifice est classé au titre des monuments historiques le 13 mars 1930.

## Description
L'église est à nef unique. Elle était charpentée, puis lambrissée. L'entrée dans la nef se fait par un portail latéral côté nord.
L'abside romane est bâtie en pierre de taille. Après une partie droite voûtée en berceau, son extrémité est semi-circulaire et voûtée en cul-de-four. À l'extérieur, sa corniche est portée par des modillons au décor sommaire.
Deux chapelles couvertes de croisées d'ogives à nervures sont placées de part et d'autre de la nef. La chapelle sud possède sa propre porte d'entrée surmontée d'un écu lisse qui devait porter les armes des seigneurs d'Anglars.
Le portail latéral du XVIe siècle est surmonté de sculptures représentant la Crucifixion avec, au centre, le Christ en croix entouré des deux larrons. À ses pieds se trouvent la Vierge et Marie-Madeleine. La clef du portail est ornée de deux anges sculptés, agenouillés, portant des encensoirs.